# Caméra intelligente
 (mai 2023).
Si vous disposez d'ouvrages ou d'articles de référence ou si vous connaissez des sites web de qualité traitant du thème abordé ici, merci de compléter l'article en donnant les références utiles à sa vérifiabilité et en les liant à la section « Notes et références ».
Une caméra intelligente (ou caméra augmentée) est un système de capture vidéo, éventuellement industriel ou militaire, parfois très compact ou miniaturisé, qui capture des images et les interprète. Ces dispositifs sont équipés de logiciels d'intelligence artificielle de plus en plus sophistiqués, et éventuellement compatibles avec la réalité augmentée. Ces caméras, associées à la reconnaissance automatique de visage et de plaque d'immatriculation, contribuent à l'émergence d'une société de la surveillance (en Chine notamment où ces caméras alimentent aussi le système de crédit social).
En France, la CNIL a plusieurs fois rappelé les risques induits pour les libertés individuelles et qu'hors du cadre légal expérimental et temporaire autorisé pour les Jeux olympiques 2024 (jusqu'au 31 mars 2025), l'utilisation de caméras augmentées en temps réel est interdite. Seule l'utilisation de logiciels d'analyse automatique d'images déjà enregistrées est autorisée, et uniquement dans le cadre d'enquêtes judiciaires, de manière strictement encadrée. "Compte tenu des risques pour les droits et libertés fondamentaux des personnes et la préservation de leur anonymat dans l’espace public", la CNIL conclut en indiquant qu'elle restera "vigilante quant à l'utilisation qui est faite par les pouvoirs publics ainsi que les collectivités des caméras 'augmentées' ou tout autre logiciel d'analyse vidéo",.

## Description
Une caméra intelligente est une caméra numérique dans laquelle est ajoutée une électronique permettant le traitement d'image direct et de communiquer avec les systèmes environnants : réseau, automates, opérateurs, etc.
Ces systèmes sont construits autour d'un microprocesseur, aux commandes du capteur d'images et de l'ensemble des circuits d'interface. Le microprocesseur, associé à de la mémoire, remplit les mêmes fonctions qu'un ordinateur mais en plus compact, éventuellement augmentées par l'Intelligence artificielle (deep learning, etc.).

## Utilisation
Depuis quelques années[Quand ?], la vente de ces systèmes a supplanté la vente des systèmes de vision classiques — les caméras traditionnelles dont le signal est ensuite traité par ordinateur — en nombre de systèmes installés. Cette évolution est due en partie au coût des équipements, de l'ordre de deux fois inférieur aux systèmes classiques, mais peut-être plus encore au matériel et aux logiciels qui peuvent désormais rivaliser avec les systèmes basés sur un poste informatique pour des applications simples.
Dans l'industrie, les caméras intelligentes peuvent être vues globalement comme des capteurs s'intégrant facilement dans les processus de contrôle automatisé. En outre, celles-ci présentent l'avantage d'être compactes et de ne pas nécessiter la présence de multiples périphériques d'interface. Enfin, pour des applications nécessitant plusieurs captures asynchrones, elles sont la plupart du temps mieux adaptées qu'un système informatique traditionnel. Pour des applications très complexes, elles sont parfois utilisées avec d'autres caméras au sein d'un système informatique.
Le cinéma utilise aussi des caméras intelligentes, pilotées par ordinateur, éventuellement portées par un drone.

## Caractéristiques techniques
Les caméras intelligentes se caractérisent par :
- le type de capteur (CCD/CMOS, noir et blanc ou couleur, taille et résolution, sensibilité, type d'obturateur, etc.) ;
- les performances du processeur ;
- la quantité de mémoire embarquée (image, programme et data) ;
- le type de monture pour l'objectif ;
- les interfaces entrée/sortie, bus terrain, réseau ;
- les possibilités d'affichage et résolutions supportées ;
- le ou les logiciels disponibles.

## Applications typiques
Les applications sont pratiquement aussi nombreuses qu'il existe de produits à contrôler. Toutefois, plusieurs applications que l'on peut qualifier de standard ont prouvé leur efficacité.
- contrôle de conformité (nombres d'éléments et leurs positions) ;
- mesures sans contact ;
- identification et tri ;
- lecture et vérification de marquage (caractères, code barres, data matrix) ;
- contrôles de processus continu (extrusion de plastique, vérification de tissu ou de soudure) ;
- commande de systèmes robotiques (détection de position et d'orientation 2D et 3D) ;
- vidéosurveillance ;
- biométrie.

De nos jours, la majorité des fabricants de caméras industrielles proposent aussi des caméras intelligentes.

## Critiques et controverses relatives à la vidéosurveillance automatisée
Les caméras de surveillance s'inscrivent dans une société de surveillance, du signalement, du soupçon, qui fait l'objet de diverses critiques.
Elles sont, dans les années 2000-2020, devenues courantes en milieu urbain (où elle peuvent notamment contribuer à la bureaucratie des données, à la privatisation de certains quartiers et de certaines informations). On les trouve aussi en milieu rural, industriel, domestique, dans certains bâtiments publics, etc. avec des résultats souvent mitigés concernant certains problèmes de sécurité ; et avec des usages liberticides par des dictatures, des systèmes totalitaires (en Chine pour la surveillance et le crédit social, notamment) ou hors de l’État de droit. Des logiciels de détection et analyse automatique, d'annotation, etc. leur sont de plus en plus associés (détection et comptage de véhicules, de personnes, reconnaissance faciale et de comportements "anormaux"...), ce qui interroge les aspects financiers, environnementaux (empreinte carbone et énergétique des serveurs et de l'IA), éthiques et moraux de leur généralisation.
À l'heure de la marchandisation quasiment non régulée de la donnée personnelle et de l'émergence d'une police prédictive, et alors que l'IA peine à être régulée et que l'éthique de l'IA est une discipline à peine émergente, leur déploiement à grande échelle n'a pas fait l'objet de véritables débats publics sur leur efficacité et la gestion des risques pour les libertés individuelles et collectives, notamment pour la reconnaissance faciale.